# Hiperkocka

Négydimenziós hiperkocka kétdimenziós ábrázolása.

A hiperkocka a kocka általánosítása több dimenzióra: olyan konvex alakzat, amelynek bármely két éle egyforma hosszú, és vagy párhuzamos, vagy merőleges egymásra. Az egydimenziós hiperkocka a szakasz, a kétdimenziós a négyzet, a háromdimenziós a kocka.
Egy n dimenziós hiperkocka előáll 2n darab (n-1)-dimenziós hiperkocka összeillesztésével; más megközelítésben az n dimenziós hiperkocka az a terület, amelyet az (n-1)-dimenziós hiperkocka a hipersíkjára merőleges, az élhosszával azonos hosszú eltolás során súrol. A koordinátageometriában az origó középpontú, a tengelyekkel párhuzamos élű, 2d élhosszúságú hiperkocka azokat a pontokat tartalmazza, amelyek koordinátáinak a maximumnormája d és ‒d közé esik.

## Konstrukció
Az a oldalhosszú kockák így konstruálhatók:
- Ha egy pontot egyenes mentén eltolunk a távolságra, akkor szakaszt kapunk, ami egydimenziós kocka.
- Ha egy a hosszú szakaszt egy rá merőleges irányban eltolunk, akkor négyzetet kapunk, ami kétdimenziós kocka.
- Ha egy a oldalhosszú négyzetet eltolunk egy olyan irányban, ami merőleges a síkjára, akkor egy háromdimenziós kockát kapunk.
- Általában, ha egy n dimenziós kockát egy rá merőleges irányban a távolságra eltolunk, akkor egy (n+1)-dimenziós kockát kapunk.

## Kombinatorikus szerkezet
Az n dimenziós hiperkocka minden csúcsának n szomszédja van; a hiperkockának összesen {\displaystyle 2^{n}} csúcsa, {\displaystyle n\cdot 2^{n-1}} éle és általában {\displaystyle {n \choose k}\cdot 2^{n-k}} k dimenziós oldala van. A négydimenziós hiperkockának például 16 csúcsa, 32 éle, 24 lapja és 8 teste van. (A képlet egy egyszerű kombinatorikai gondolatmenettel levezethető: az n dimenziós hiperkocka {\displaystyle 2^{n}} csúcsának mindegyike {\displaystyle n \choose k} darab k dimenziós oldalhoz tartozik, mivel a csúcs n szomszédjából k-t kiválasztva jelölhetünk ki egy ilyen oldalt. Minden oldalhoz {\displaystyle 2^{k}} csúcs tartozik, így az oldalak száma {\displaystyle {\frac {2^{n}\cdot {n \choose k}}{2^{k}}}}.)
A különböző dimenziós oldalak száma az eltolásos konstrukcióval is belátható.
- Az eltolás minden k-ra megduplázza a k dimenziós oldalak számát.
- Minden k dimenziós oldal kiegészül (k+1)-dimenziósra.

Példa: a háromdimenziós kocka eltolással keletkezik a négyzetből.
- a négyzet oldalainak száma megduplázódik
- a négyzet csúcsai élekké egészülnek ki

Így a kockának 2·4+4 éle van.
|                         | Az oldalak száma      |                          |                               |                         |                         |                         |                         |                    |
| 0-dim.                  | 1-dim.                | 2-dim.                   | 3-dim.                        | 4-dim.                  | 5-dim.                  | {\displaystyle \ldots } | (n-1)-dim.              |                    |
| Szakasz                 | 2                     |                          |                               |                         |                         |                         |                         |                    |
| Négyzet                 | 4                     | 4                        |                               |                         |                         |                         |                         |                    |
| 3-dim. kocka            | 8                     | 12                       | 6                             |                         |                         |                         |                         |                    |
| 4-dim. kocka            | 16                    | 32                       | 24                            | 8                       |                         |                         |                         |                    |
| 5-dim. kocka            | 32                    | 80                       | 80                            | 40                      | 10                      |                         |                         |                    |
| 6-dim. kocka            | 64                    | 192                      | 240                           | 160                     | 60                      | 12                      |                         |                    |
| {\displaystyle \vdots } |                       |                          |                               |                         |                         |                         |                         |                    |
| n-dim. kocka            | {\displaystyle 2^{n}} | {\displaystyle n2^{n-1}} | {\displaystyle n(n-1)2^{n-3}} | {\displaystyle \ldots } | {\displaystyle \ldots } | {\displaystyle \ldots } | {\displaystyle \ldots } | {\displaystyle 2n} |

## Megjelenése a kultúrában

### Képzőművészetben
- Tony Robbin kockaélek forgatásával és tükrözésével olyan szituációkat ábrázolt rajzban és szobrokon, amik csak egy magasabb dimenzióban lehetségesek.
- Manfred Mohr kompozícióiban olyan vonalakat jelenített meg, amelyek egy háromnál több szabadságfokú térbeli logikát követnek.
- Frank Richter grafikáiban és szobraiban több, mint három térdimenziós konstellációk matematikai szabályait adta vissza.
- Salvador Dalí egy képén (Corpus Hypercubus, 1954) egy négydimenziós hiperkocka kiterített hálója előtt ábrázolja a megfeszített Jézust.

### Építészet
- A Grande Arche épülete Párizs La Défense negyedében

## Galéria

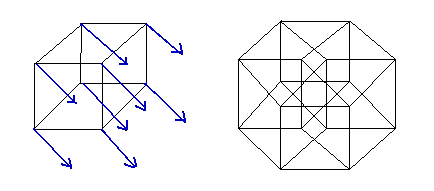
Négydimenziós hiperkocka előállítása eltolással.
Egy forgó hiperkocka perspektivikus háromdimenziós vetülete.
Egy hatdimenziós hiperkocka merőleges vetülete.